# 蒙古沙雀
蒙古沙雀（学名：Rhodopechys mongolica）为雀科沙雀属的鸟类，俗名土红子。分布于中亚、南至北非、印度以及中国大陆的内蒙古、宁夏、甘肃、青海、新疆、河北、偶见于长白山等地，主要栖息于沙漠、半荒漠、农田、果园到高山。该物种的模式产地在北京南口。
种名mongolica意为蒙古的。 